# Pekinés (raza de perro)
El perro pekinés o pequinés es una antigua raza canina de compañía, originaria de Pekín, China.

## Historia
Esta pequeña raza es una derivación de los míticos perros lanudos del Tíbet. Derivación tras derivación, se conocen las primeras documentaciones oficiales en grabados coreanos de hace cuatro mil años, y otros del siglo VIII d. C. inmersos ya en la corte imperial china, en plena dinastía Tang.
Para los habitantes del Celeste imperio, este animal surgía en una época mitológica, y aquí hay un pequeño párrafo sobre este origen:
Perdidamente enamorado de una pequeña mona, el rey león pidió permiso al dios Mago Hai Ho para desposarla.

-Si estás dispuesto a sacrificar tu fuerza y tu tamaño, te doy mi consentimiento, fue la respuesta del dios.
Así, según la leyenda china, nació el pequinés. Valiente y orgulloso como su padre y pequeño, amoroso e inteligente como su madre.
Apreciado por el budismo, el perro-león fue convertido en la Antigua China en un símbolo mismo de esta religión. Capricho y pasión de la familia imperial, vivió durante siglos en la Ciudad Prohibida en Pekín (de ahí el patronímico de la raza), sin ningún contacto con el mundo exterior. 
En esa época, el valor de joya de la familia imperial de esta raza de perritos, invocaba leyes especiales en las cuales una falta de protocolo frente a ellos se castigaba con cárcel; el robo, el secuestro o el asesinato de un pekinés se pagaba directamente con la vida del infractor.[cita requerida]
Durante mucho tiempo fueron un privilegio solo para la familia imperial y la alta nobleza china, estando prohibida su exportación. Los primeros ejemplares llegaron a Europa en el año 1860, llevados ante la reina Victoria de Inglaterra, tras las incursiones del Ejército Británico en Pekín durante la segunda guerra del Opio, donde el aspecto exótico de estos animales durante el saqueo del Antiguo Palacio de Verano los llevó a incluirlos en el botín, y treinta años más tarde se presentaron por primera vez en la exposición de Chester. Y de ahí a su moderna distribución, que los hace una raza conocida de perros de compañía, pero no tan popular como pareciera.
En la mañana del 15 de abril de 1912, un pequinés llamado "Sun Yat Sen", propiedad del millonario británico Henry Harper, fue uno de los tres perros que lograron sobrevivir al naufragio del Titanic.

## Temperamento
El pequinés es un buen perro guardián, porque no ladra en exceso, pero hará sonidos inmediatamente cuando aparecen extraños. Ama la comodidad del hogar, y no requiere de mucho ejercicio. Seguro, alerta y valiente, aunque también afectuoso. No duda en imponerse, si ve invadido su territorio (aunque no lo sea en realidad), y no dudan en atacar de inmediato a un perro varias veces su tamaño sin importar que se trate de un pastor alemán, rottweiler, san bernardo o gran danés. Como a la mayoría de los perros, no les gusta estar solos por periodos largos.
A nivel de inteligencia, el pequinés ocupó el puesto 73 en la clasificación de Stanley Coren acerca de la inteligencia de los perros. Es muy intranquilo de cachorro.

## Características

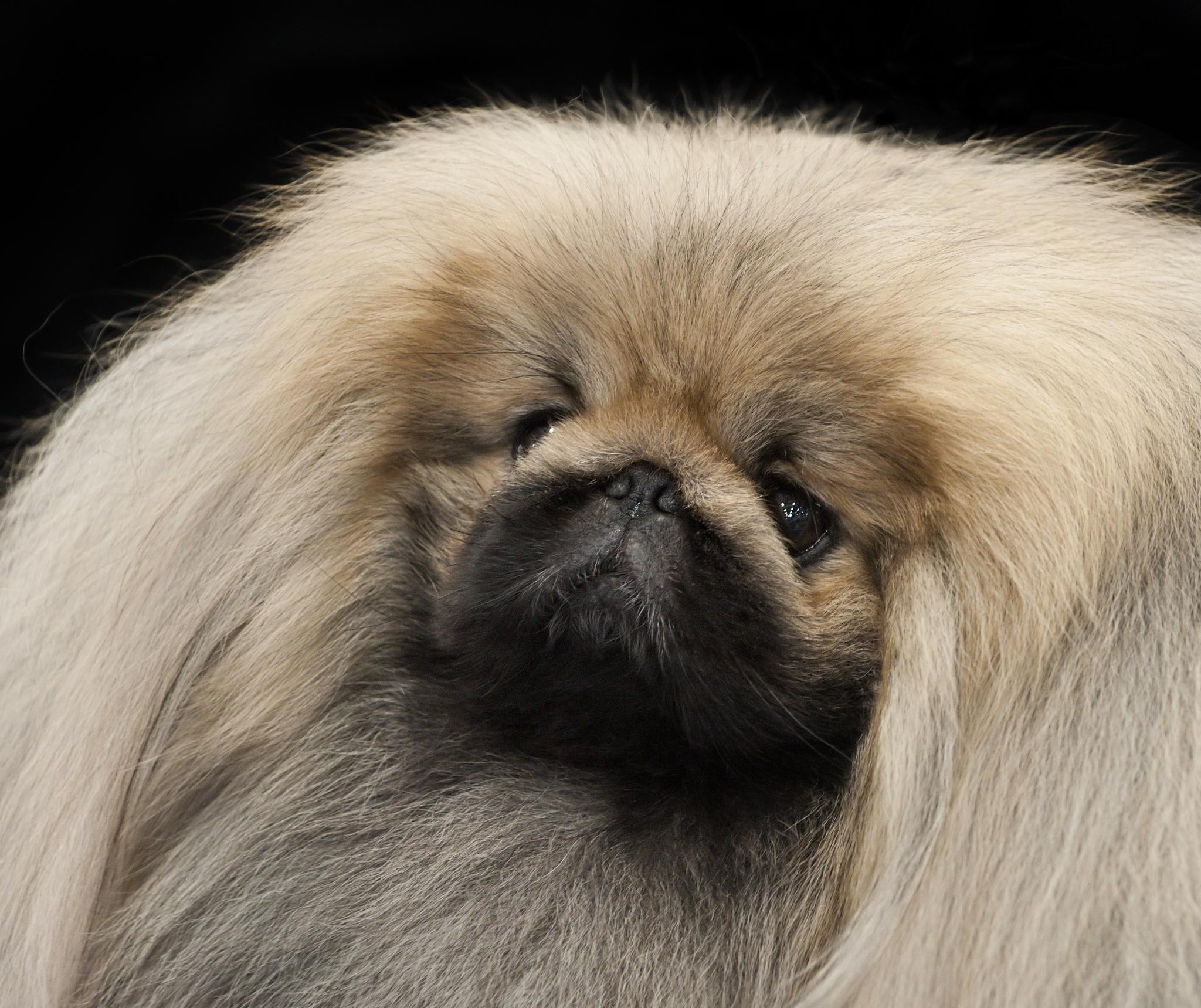
Debido a que el hocico en el pequinés es chato, es una raza predispuesta a sufrir del síndrome braquicefálico, el cual ocasiona graves problemas respiratorios en el animal.

El pequinés es un perro rectangular, más largo que alto, de pecho profundo y patas cortas.
- Cabeza: La cabeza es masiva para el tamaño del perro. En la parte superior del cráneo es ancha y relativamente plana. En la cara la piel tiene pliegues.
- Ojos: Grandes, oscuros, con brillo. Posicionados en la cara bien separados. Prominentes y saltones, pero muy vivaces.
- Hocico y boca: El hocico y la boca son anchos y cortos, chato. Visto de perfil, el frente de la cara es casi vertical. Los dientes usualmente tienden a exhibirse.
- Nariz: Negra, ancha y corta. Los orificios nasales grandes y abiertos. La parte superior de la nariz debe de estar a la altura del centro de los ojos.
- Orejas: De mucho pelo largo. Colocadas altas en la cabeza en la parte delantera del cráneo. El largo de las orejas no ha de exceder las mandíbulas, el pelo es mucho más largo. Las mantiene caídas próximas a la cara.
- Cuello: Corto y ancho, masivo.
- Cuerpo: Masivo para el tamaño. El pecho es ancho, disminuyendo el ancho del cuerpo hacia la parte de atrás. La espalda la mantiene horizontal.
- Pelo: El pelaje es de dos mantos. El pelo externo es largo, abundante, liso. En el cuello y parte delantera del cuerpo tiene una melena. El manto interior es fino y denso; lanudo. El pelo es más largo, creando lo que le llaman plumas, en las orejas, cola, detrás de las patas y los pies.
- Extremidades delanteras: Las patas delanteras son cortas y de huesos anchos. Las patas son arqueadas hacia afuera. Los pies delanteros son grandes, planos y ligeramente hacia afuera.
- Extremidades traseras: Las patas traseras son de constitución más ligera que las patas delanteras. Los pies traseros son planos y apuntan hacia adelante.
- Cola: De mucho pelo. Colocada alta. La mantiene sobre la espalda; puede posicionarla sobre la espalda doblándola hacia cualquiera de los dos lados.
- Camada: Usualmente la camada es de tres a cuatro cachorros.

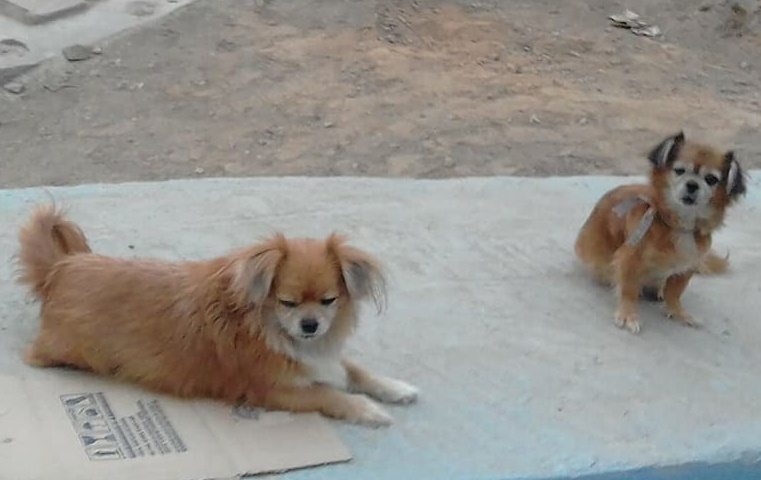
Ejemplares híbridos de la raza pekinés.

## Salud
De acuerdo a la encuesta realizada por el Kennel Club de Reino Unido, la raza tiene una esperanza de vida de aproximadamente 11 años con 5 meses. Siendo la principal causa de muerte enfermedades de tipo cardíaco (23%), seguido de vejez (21.8%).
También hay que poner especial atención a los ojos grandes y saltones, ya que son sumamente sensibles a las heridas. Es una de las razas llamadas braquicéfalas, y padecen del síndrome braquiocefálico, y debido a que su nariz es muy corta sufren disnea (dificultad para respirar). Esta ha sido una de las causas del porqué los activistas de los derechos animales critican los estándares raciales para esta raza, así como la práctica de las exposiciones caninas que promueve cada vez más aspectos extremadamente dañinos para la salud de estos animales.
Cabe destacar que recientemente en el Reino Unido se han introducido cambios a los estándares raciales (los cuales incluyen esta raza) junto con pruebas obligatorias de salud. Cambios motivados, en gran parte, por el documental Los secretos del pedigrí. Durante la celebración de Crufts en 2012 el pequinés participante por el título de «Mejor de Raza en la Exposición» fue descalificado porque no pasó ninguno de los exámenes de salud veterinaria.